# Sobienie-Jeziory
Sobienie-Jeziory is een dorp in het Poolse woiwodschap Mazovië, in het district Otwocki. De plaats maakt deel uit van de gemeente Sobienie-Jeziory.